# Иеракосфинкс

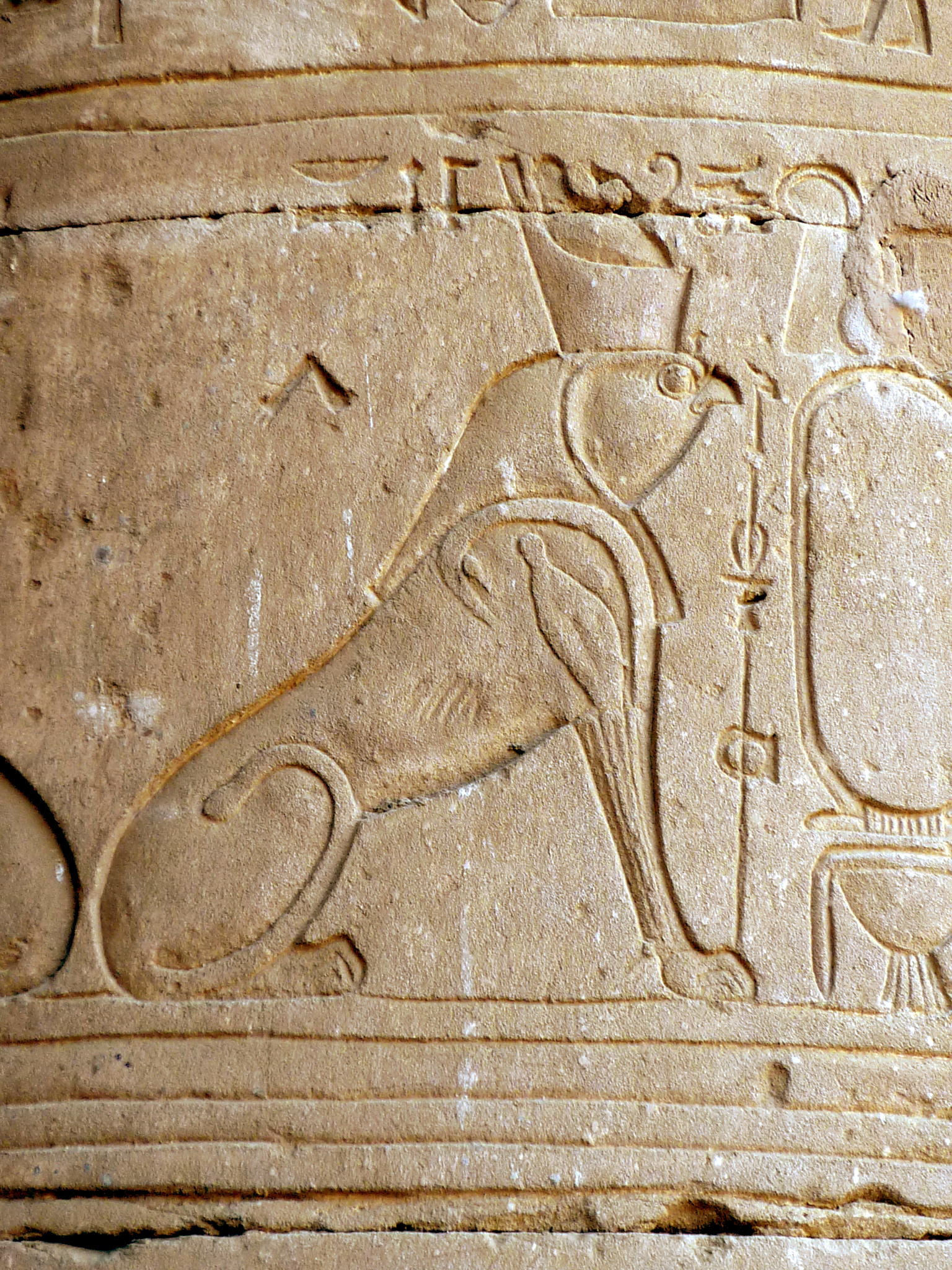
Иеракосфинкс в храме Эдфу

Иеракосфинкс (др.-греч. ἱερακοσφίγξ, от ἱέραξ «ястреб» + Σφίγξ «сфинкс») — разновидность сфинкса с телом льва и головой сокола. В древнеегипетском искусстве символизировал божественную власть Солнца, олицетворял Гора, которого представляли себе либо в виде сокола, либо с соколиной головой.
Греческое название дано Геродотом, который видел изображения этих существ в Египте.

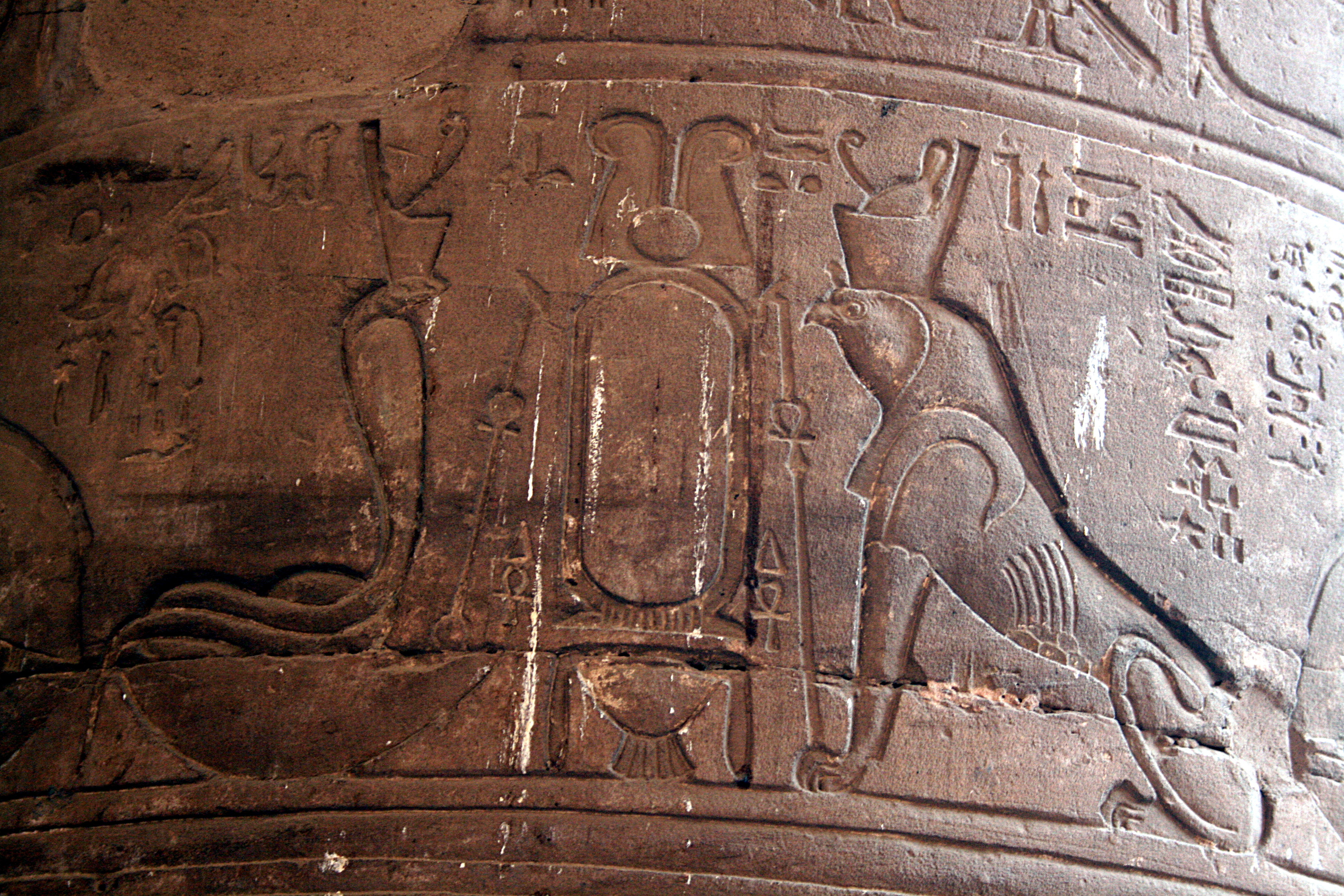
Изображения из храма Хора Бехдетского
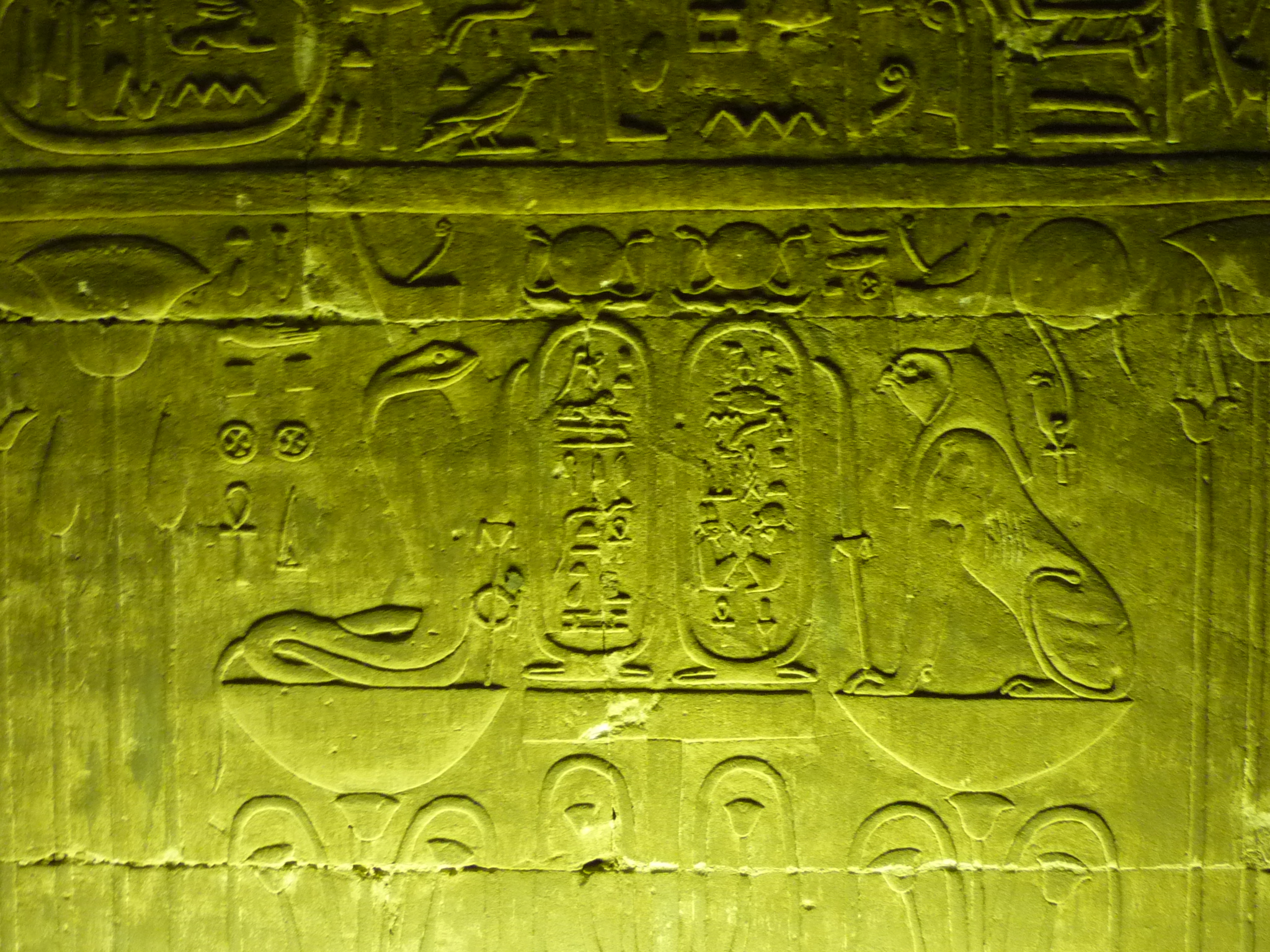
Уаджит и Иеракосфинкс в храме Эдфу